# 胡拉湖刺鯿
胡拉湖刺鯿（Mirogrex hulensis）是以色列一種鯉魚。牠們棲息在沼澤及淡水湖泊。牠們的外表像沙丁魚，體長可達23公分。牠們於1950年代胡拉湖乾涸後就已經滅絕。